# Villebramar

Villebramar este o comună în departamentul Lot-et-Garonne din sud-vestul Franței. În 2009 avea o populație de 100 de locuitori.

## Evoluția populației
| An        | 1975 | 1982 | 1990 | 1999 | 2006 | 2009 |
| --------- | ---- | ---- | ---- | ---- | ---- | ---- |
| Populație | 155  | 136  | 130  | 96   | 93   | 100  |